# 陶诺·亚斯卡里
陶诺·亚斯卡里（芬蘭語：Tauno Jaskari，1934年6月1日—），芬兰男子摔跤运动员。他曾代表芬兰参加世界摔跤锦标赛，获得二枚银牌和一枚铜牌。他也曾参加1952年、1956年、1960年和1964年夏季奥运会。